# Politiske partier i Tjekkiet
Dette er en liste over politiske partier i Tjekkiet. Tjekkiet har et flerpartisystem.
Kun partier som har repræsentation enten i Tjekkiets parlament eller Europe-Parlamentet er inkluderet i denne liste.
| Navn                                                          | Navn     | Navn på Dansk                                             | Partiformand                  | Politiske position                  | Ideologi                                           | Underhuset | Overhuset | Europa-Parlamentet |
| ------------------------------------------------------------- | -------- | --------------------------------------------------------- | ----------------------------- | ----------------------------------- | -------------------------------------------------- | ---------- | --------- | ------------------ |
| ANO 2011                                                      | ANO 2011 | ANO 2011                                                  | Andrej Babiš                  | Centrum til Centrum-højre           | Populisme, Liberalkonservatisme                    | 72 / 200   | 5 / 81    | 6 / 21             |
| Občanská demokratická strana                                  | ODS      | Borgerdemokraterne                                        | Petr Fiala                    | Centrum-højre                       | Liberalkonservatisme, Euroskepticisme              | 34 / 200   | 18 / 81   | 4 / 21             |
| Starostové a nezávislí                                        | STAN     | Borgmestre og Løsgænger                                   | Vít Rakušan                   | Centrum                             | Regionalisme, Liberalisme                          | 33 / 200   | 19 / 81   | 1 / 21             |
| Křesťanská a demokratická unie – Československá strana lidová | KDU-ČSL  | Kristen og Demokratisk Union - Tjekkoslovakisk Folkeparti | Marian Jurečka                | Centrum-højre                       | Kristendemokrati, Konservatisme                    | 23 / 200   | 12 / 81   | 2 / 21             |
| Svoboda a přímá demokracie                                    | SPD      | Frihed og Direkte Demokrati                               | Tomio Okamura                 | Højrefløj                           | Højrepopulisme, Direkte demokrati, Euroskepticisme | 20 / 200   | 0 / 81    | 2 / 21             |
| TOP 09                                                        | TOP 09   | TOP 09                                                    | Markéta Pekarová Adamová      | Centrum-højre                       | Liberalkonservatisme Kristendemokrati              | 14 / 200   | 5 / 81    | 2 / 21             |
| Česká pirátská strana                                         | Piráti   | Tjekkisk Piratparti                                       | Ivan Bartoš                   | Centrum til Centrum-venstre         | Pirat politik                                      | 4 / 200    | 2 / 81    | 3 / 21             |
| Česká strana sociálně demokratická                            | ČSSD     | Tjekkiske Socialdemokratiske Parti                        | Roman Onderka                 | Centrum-venstre                     | Socialdemokratisme                                 | 0 / 200    | 3 / 81    | 0 / 21             |
| Strana zelených                                               | Zelení   | Grønne Parti                                              | Michal Berg & Magdalena Davis | Centrum-venstre                     | Grøn ideologi, Socialliberalisme                   | 0 / 200    | 1 / 81    | 0 / 21             |
| Komunistická strana Čech a Moravy                             | KSČM     | Kommunistiske Parti i Bøhmen og Mähren                    | Kateřina Konečná              | Venstrefløj til yderste venstrefløj | Kommunisme                                         | 0 / 200    | 0 / 81    | 1 / 21             |